# Henric al V-lea (piesă de teatru)
Henric al V-lea este o piesă istorică scrisă de William Shakespeare cândva în anul 1599. Piesa povestește despre viața regelui Henric al V-lea al Angliei și despre Bătălia de la Azincourt.